# ヴァーレ・ブラジル
ヴァーレ・ブラジル (Vale Brasil) は、ブラジルのヴァーレが所有している鉱石運搬船。

## 概要
ヴァーレ・ブラジル級の1番船で、2011年4月に韓国の大宇造船海洋で竣工し、5月よりブラジルから中国への鉄鉱石輸送に就航した。船籍はシンガポール。
本船はばら積み貨物船としてはそれまで世界最大であった「ベルゲ・スタール」を抜いて世界最大であり、かつ初めて40万重量トンを超えたばら積み貨物船である。
ヴァーレでは同型船を大宇造船海洋で6隻、中国の熔盛重工で12隻建造中で、さらに16隻の追加を予定している。

全長の比較（上から3番目がヴァーレ・ブラジル）